# Blasenschötchen
Das Blasenschötchen (Alyssoides utriculata) ist die einzige Art der Pflanzengattung Alyssoides innerhalb der Familie der Kreuzblütengewächse (Brassicaceae). Sie kommt in Europa an Felsen in den Alpen, in den Apenninen, auf der Balkanhalbinsel und in Rumänien vor.

## Beschreibung

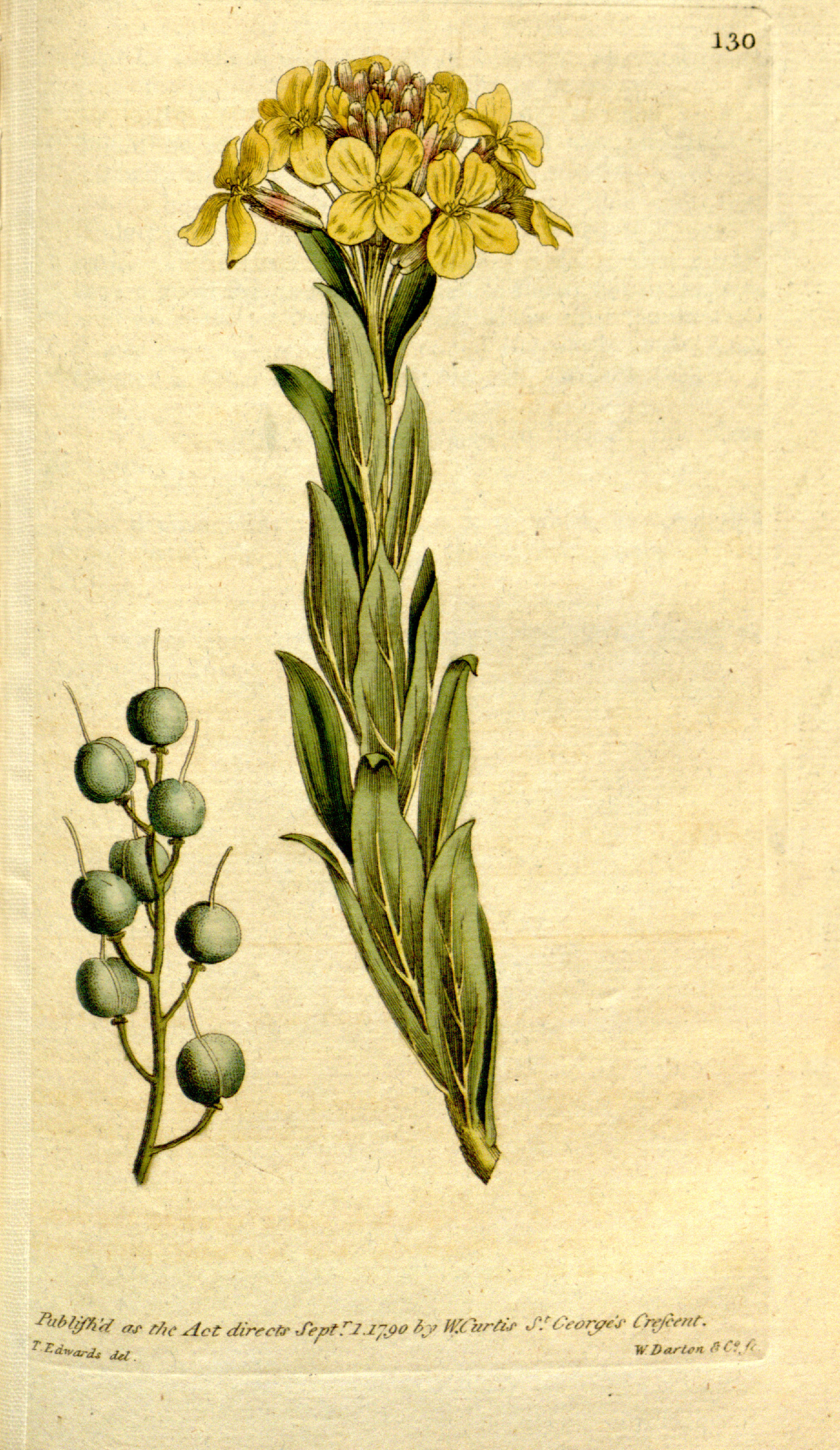
Illustration aus The Botanical Magazine, Volume 4, 1791, Tafel 130

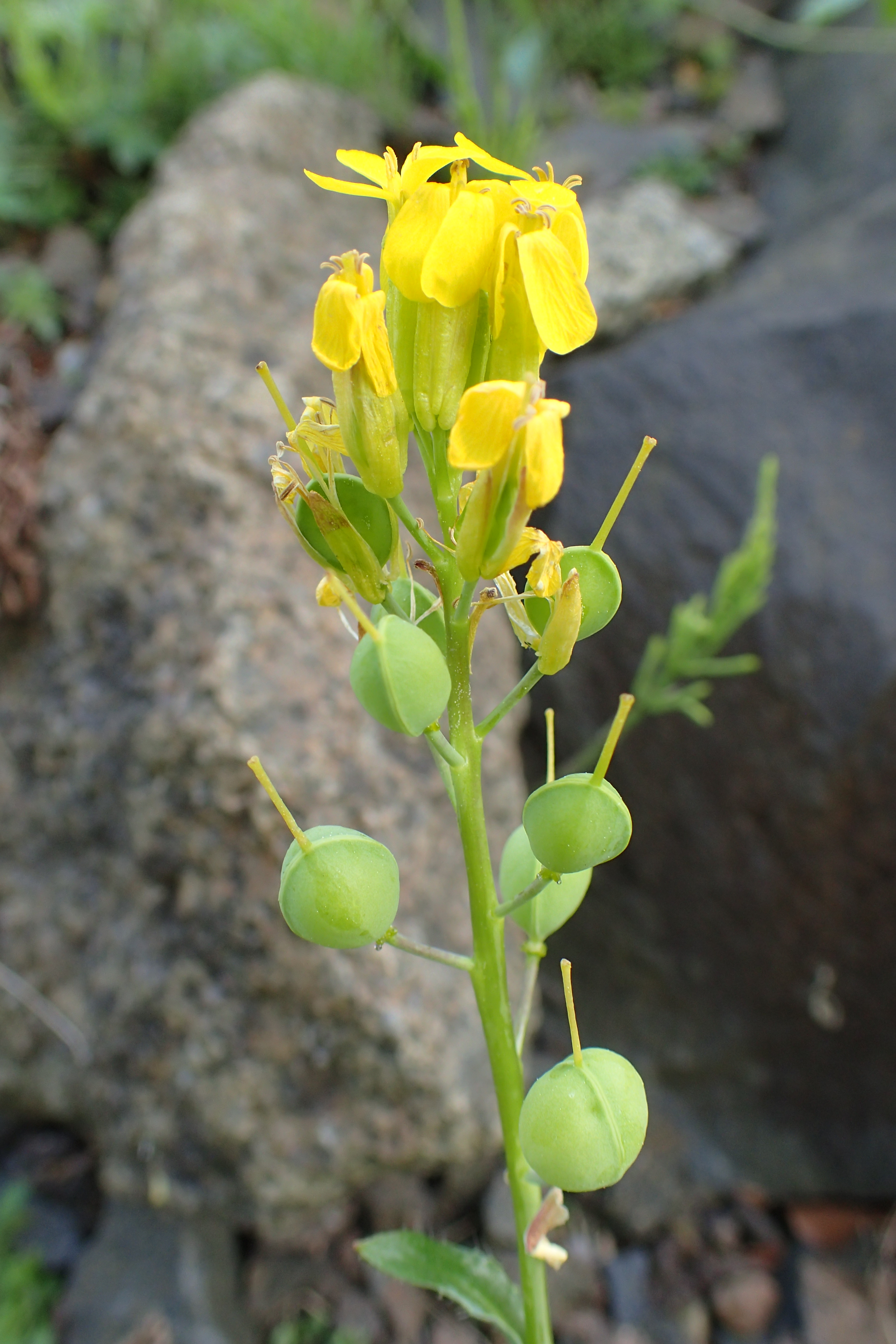
Blütenstand mit Blüten und jungen Früchten

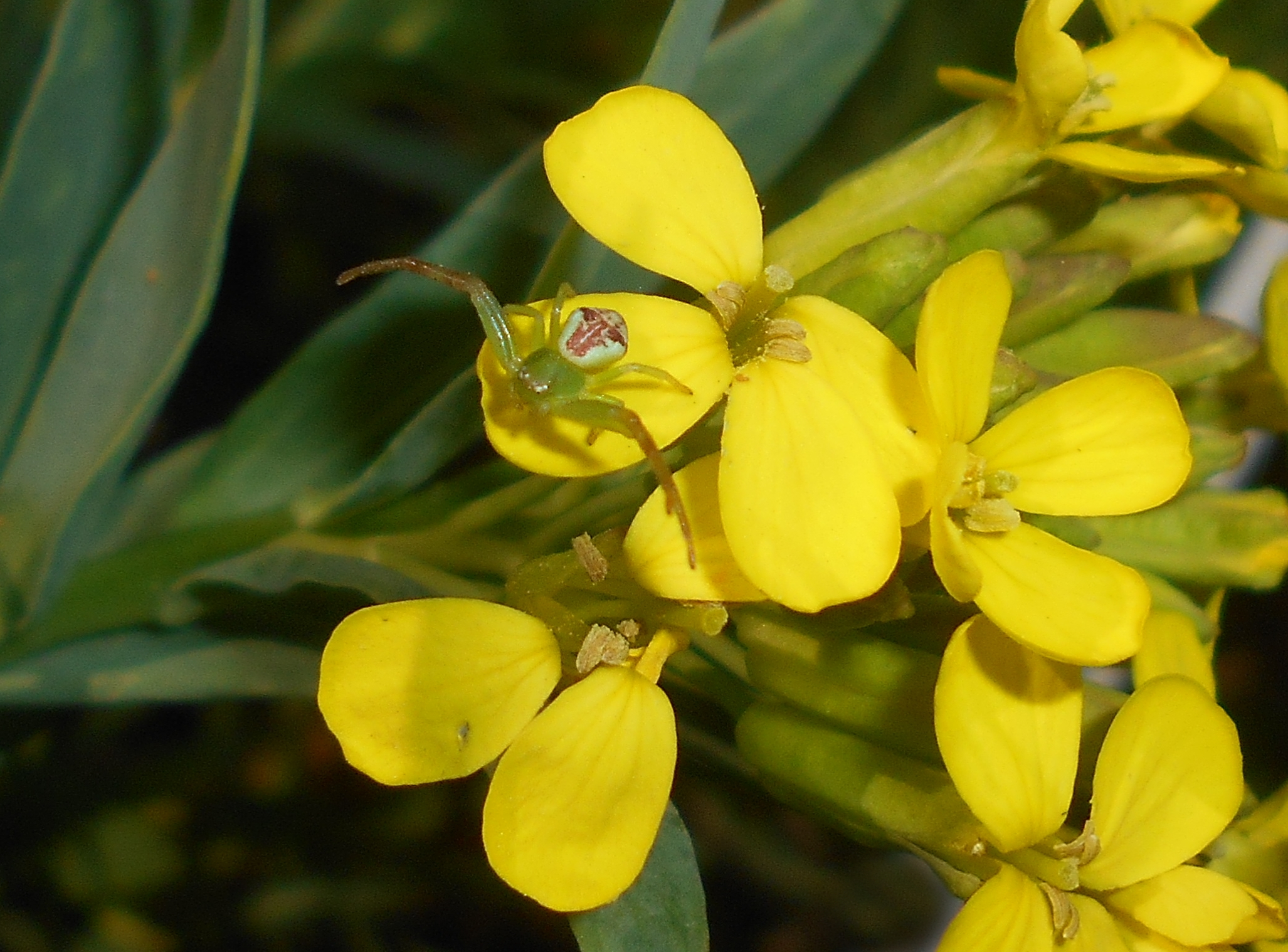
Blüten im Detail

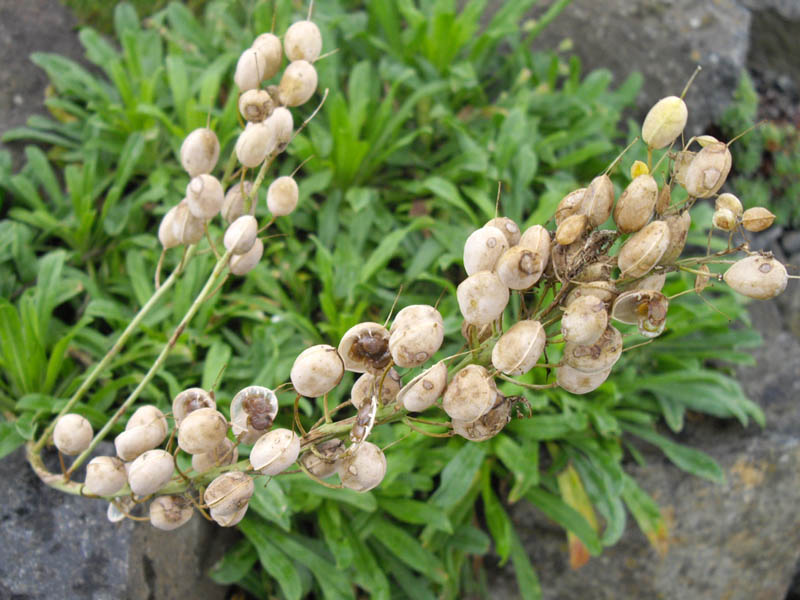
Fruchtstand mit Schötchen

### Vegetative Merkmale
Das Blasenschötchen wächst als ausdauernde krautige Pflanze, die Wuchshöhen von 20 bis 50 Zentimetern erreicht. Sie besitzt wenige sitzende, einfache oder verzweigte bis sternförmige Trichome und nur an den Blattstielen sind gestielte einfache Trichome (Indument), es sind keine mehrzelligen Trichome vorhanden. Die Basis, der Caudex, des Blasenschötchen ist verholzt und verzweigt. Die aufrechten, unverzweigten Stängel sind kantig, kahl und dicht beblättert.
Die Laubblätter sind in grundständigen Rosetten und wechselständig am Stängel verteilt angeordnet. Die Grundblätter sind gestielt. Ihr Blattstiel ist lang bewimpert. Ihre einfache Blattspreite ist flaumig behaart und die Trichome entlang des Mittelnerves sind am längsten. Die vielen Stängelblätter sind fast sitzend. Ihre einfache Blattspreite ist länglich-spatelig, ganzrandig und kahl.

### Generative Merkmale
Die Blütezeit liegt im April. Es ist ein relativ langer Blütenstandsschaft vorhanden. Die Blüten stehen in einem anfangs schirmtraubigen und durch Streckung der haltbaren Blütenstandsachse bis zur Fruchtreife dann einfachen traubigen Blütenstand. Es sind keine Tragblätter vorhanden. Der aufrecht-abstehende Blütenstiel ist 5 bis 8 Millimeter lang.
Die zwittrigen Blüten sind radiärsymmetrisch und vierzählig mit doppelter Blütenhülle. Die vier frühabfallenden, aufrechten oder aufrecht-abstehenden, freien Kelchblätter sind bei einer Länge von etwa 9 Millimetern schmal-länglich bis linealisch; die inneren, seitlichen sind am Grunde auffällig sackförmig. Die vier goldgelben Blütenkronblätter sind mit einer Länge von 15 bis 18 Millimetern länger als die Kelchblätter und deutlich abgegrenzt in Nagel sowie Platte gegliedert. Der kahle Nagel ist etwas länger als die Kelchblätter und ganzrandig. Die Platte ist verkehrt-eiförmig bis spatelförmig mit gerundetem Ende oder fast kreisrund. Es sind oft nur unter den seitlichen Staubblättern die zwei seitlichen Nektarien vorhanden, sie sind ring- oder U-förmig; neben den seitlichen Staubblättern können auch noch ein oder zwei weitere Nektarien vorhanden sein, aber die mittleren Nektarien fehlen immer. Die sechs Staubblätter überragen die Blütenkrone etwas; die längeren sind etwa 12 Millimeter lang. Die mittleren Staubfäden sind frei, kahl und schmal geflügelt. Die Staubbeutel sind länglich. Der oberständige Fruchtknoten enthält acht bis zwölf Samenanlagen in parietaler Plazentation. Der 6 bis 10 Millimeter lange, dünne, kahle Griffel endet in einer kopfigen, ausgerandeten oder zweilappigen Narbe.
Die bei einer Länge von etwa 12 Millimetern, einer Breite von etwa 10 Millimetern sowie einer Dicke von etwa 10 Millimetern kugelig oder kugelig-eiförmig aufgeblasenen Schötchen sind ohne auffallenden Mittelnerv, ohne erkennbare andere Nerven und ohne Flügel oder Anhängsel. Die beiden glatten Fruchtklappen sind verdickt, ledrig bis fast verholzt, außen und innen kahl. Das Septum ist vollständig, häutig und ohne Nerven. Die Schötchen öffnen sich bei Fruchtreife und enthält die Samen in zwei Reihen. Die braunen Samen sind bei einem Durchmesser von etwa 1,8 Millimetern kreisförmig und stark abgeflacht. Um den ganzen Samen herum ist ein breiter Flügel vorhanden. Die Samenschale (Testa) hat eine winzige Netzstruktur.
Die Chromosomenzahl ist 2n = 16.

## Vorkommen
Das Verbreitungsgebiet des Blasenschötchens reicht von den Alpen zum Apennin und von der Balkanhalbinsel bis zur nördlichen Türkei. Es gibt Fundortangaben für Frankreich, die Schweiz, Italien, Serbien, Bosnien und Herzegowina, Bulgarien, Kroatien, Montenegro, Rumänien, Albanien, Nordmazedonien, Griechenland, Georgien, den Kaukasusraum und den europäischen Teil der Türkei.
Das Blasenschötchen gedeiht in der Schweiz in Pflanzengesellschaften des Verbands Silikatfelsflur (Androsacion vandellii). Es kommt im Wallis in Höhenlagen von 450 bis 1300 Metern vor.
Die ökologischen Zeigerwerte nach Landolt et al. 2010 sind in der Schweiz: Feuchtezahl F = 2 (mäßig trocken), Lichtzahl L = 4 (hell), Reaktionszahl R = 3 (schwach sauer bis neutral), Temperaturzahl T = 4 (kollin), Nährstoffzahl N = 2 (nährstoffarm), Kontinentalitätszahl K = 4 (subkontinental).

## Systematik
Die Erstbeschreibung dieser Art erfolgte 1767 unter dem Namen (Basionym) Alyssum utriculatum durch Carl von Linné in Mantissa Plantarum, S. 92. Die Neukombination zu Alyssoides utriculata (L.) Medik. wurde 1789 durch Friedrich Kasimir Medikus in Philosophia Botanica in qua explicantur fundamenta botanica cum definitionibus ... Band 1, S. 189. veröffentlicht. Weitere Synonyme für Alyssoides utriculata (L.) Medik. sind: Alyssoides utriculata (L.) Medik. var. utriculata. Alyssum oederi Durande, Cistocarpium utriculatum (L.) Spach, Vesicaria graeca Reut. ex Boiss., Alyssum graecum (Reut. ex Boiss.) Kuntze, Alyssoides graeca (Boiss.) Jav.
Die Gattung Alyssoides wurde 1754 durch Philip Miller in The Gardeners Dictionary ... Abridged 4. Auflage aufgestellt. Ein Synonym für Alyssoides Mill. ist Vesicaria Adans.
Alyssoides utriculata ist die einzige Art der Gattung Alyssoides, die zur Tribus Alysseae innerhalb der Familie Brassicaceae gehört.
Es gibt zwei Unterarten:
- Alyssoides utriculata (L.) Medik. subsp. utriculata (Syn.: Alyssoides utriculata (L.) Medik. var. utriculata): Sie kommt von Frankreich und Italien bis zur Türkei und dem Kaukasusraum vor.[8]
- Alyssoides utriculata subsp. bulgarica (Sagorski) Hartvig (Syn.: Alyssoides bulgarica (Sagorski) Assenov, Alyssoides utriculata var. bulgarica (Sagorski) Hayek): Sie kommt in Bulgarien und in Griechenland vor.[3]

Nicht mehr zur Gattung Alyssoides, sondern zur monotypischen Gattung Lutzia Gand. gehört:
- Alyssoides cretica (L.) Med. → Lutzia cretica (L.) Greuter & Burdet: Sie kommt nur auf den griechischen Inseln Kreta, Kasos, Karpathos und Astipalea sowie auf einigen in der Peripherie dieser Inseln liegenden Kleininseln vor.[9] Angaben von Rhodos[10] erwiesen sich als Verwechslung mit Fibigia lunarioides[11]. Alyssum paniculatum Desf., auf der Grundlage eines von Tournefort wahrscheinlich im Jahre 1700 auf Kreta gesammelten Herbarbeleges beschrieben und später nicht wiedergefunden, ist wahrscheinlich identisch mit Lutzia cretica.[12]